# Justin (voornaam)
Justin is een verengelste vorm van de latijnse Justines, een derivaat van Justus. De naam nam vooral in Engelstalige landen in populariteit toe, vanaf einde 20e eeuw.

## Bekende mensen met de voornaam Justin
- Justin Adams, Brits gitarist en muziekproducent
- Justin Bieber, Canadees zanger
- Justin Gatlin, Amerikaans atleet
- Justin Hayward, Brits muzikant
- Justin Timberlake, Amerikaans zanger en acteur
- Justin Trudeau, Canadees politicus
- Justin Wilson, Canadees autocoureur